# Alchemilla obovalis
Alchemilla obovalis é uma espécie de rosácea do gênero Alchemilla, pertencente à família Rosaceae.